# Tillandsia jalisco-pinicola
Tillandsia jalisco-pinicola là một loài thuộc chi Tillandsia. Đây là loài đặc hữu của México.